# Lamar Odom
Pour les articles homonymes, voir Odom.
Lamar Odom est un joueur américain de basket-ball né le 6 novembre 1979 à Jamaica, New York. Double champion de la NBA avec les Lakers de Los Angeles, en 2009 et 2010, il obtient une médaille d'or lors du Championnat du monde 2010 et une médaille de bronze aux Jeux olympiques d'été de 2004 avec la sélection des États-Unis.

## Carrière en NBA

### Clippers de Los Angeles (1999-2003)
Après trois saisons à l'université du Rhode Island, Odom se déclare candidat à la draft 1999. Il ne termine pas son cursus universitaire (il lui manque son année de senior) mais est choisi en quatrième position par les Clippers de Los Angeles. Odom réussit une très bonne première saison avec en moyenne 16,6 points, 7,8 rebonds et 4,2 passes par rencontre.
En 2002, Lamar avoue en pleurant qu'il consomme de la marijuana et qu'il enfreint les règles de la NBA. Il passera quelques mois dans un centre de désintoxication. À la suite de cette histoire, il semblait destiné à vivre une carrière en demi-teinte.

### Heat de Miami (2003-2004)
Arrivant à la fin de son contrat avec les Clippers, il décide de signer au Heat de Miami avec un contrat de six ans et 65 millions de dollars.
Odom qui commençait à végéter avec les Clippers réalise une très bonne saison en Floride avec en moyenne 17,1 points, 9,7 rebonds et 4,1 passes par rencontre.
Cette belle saison personnelle est à l'unisson de celle de Miami qui, avec un très jeune effectif (Caron Butler, Dwyane Wade), réussit à atteindre les play-offs et même à rivaliser avec les meilleurs.

### Lakers de Los Angeles (2004-2011)

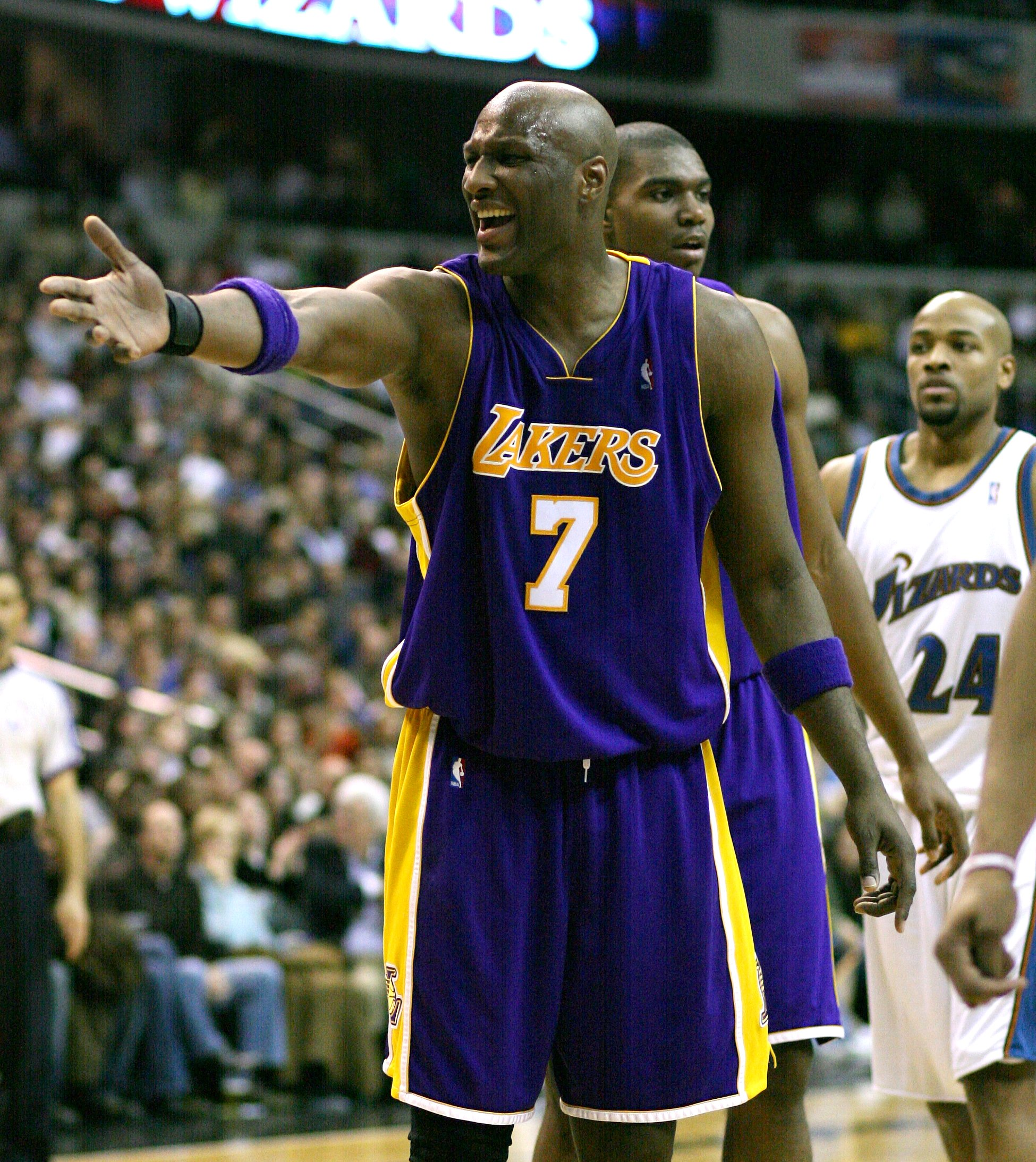
Lamar Odom sous le maillot des Lakers

À la fin de cette saison prometteuse, Miami décide de réorganiser son équipe pour obtenir le pivot Shaquille O'Neal. Cela passe par le transfert d'Odom avec Caron Butler et Brian Grant vers les Lakers de Los Angeles.
Odom débarque aux Lakers aux côtés de la star Kobe Bryant. La première saison est catastrophique (pas de play-offs) malgré de bonnes statistiques (15,2 points et 10,2 rebonds par match en 64 rencontres). La saison suivante, Odom complète son jeu avec Phil Jackson au poste d'entraîneur. Il réussit des statistiques équilibrées : 14,8 points, 9,3 rebonds et 5,5 passes décisives par match avec un temps de jeu moyen de 40,3 minutes. Les Lakers sont éliminés des play-off en 7 rencontres par les Suns de Phoenix. La saison 2006-2007 ressemble à la précédente : Odom augmente légèrement ses statistiques personnelles mais les Lakers sont toujours éliminés au premier tour par les Suns. Lors de la saison 2007-2008 le pivot Kwame Brown est envoyé aux Grizzlies de Memphis en échange de la star ibérique Pau Gasol pour remplacer Andrew Bynum blessé. Les deux intérieurs s'entendent bien et Odom enregistre le second double-double de moyenne dans sa carrière. Les Lakers vont en finale NBA où ils se font battre par les Celtics de Boston en 6 manches.
Lors de la saison 2008-2009, Odom apparaît au camp d'entraînement de pré-saison hors de forme. L'entraîneur Phil Jackson le critique et décide de le placer sur le banc. Lors des premiers mois, Odom apporte un plus en sortant du banc mais ses statistiques sont en baisse avec son temps de jeu limité. À la suite de la nouvelle blessure du pivot Andrew Bynum, Gasol devient pivot titulaire et Odom intérieur titulaire. Ensemble, ils mènent, aux côtés de Kobe Bryant, l'équipe jusqu'au titre NBA après une série victorieuse face au Magic d'Orlando (4 victoires à une) en finales NBA. La saison suivante il remporta le titre NBA une seconde fois avec les Lakers et remporta aussi le titre de sixième homme de l'année. Son année la plus complète avec de très bonne finales contre les Celtics dans une revanche de la finale de 2008.
Lamar Odom est membre de l'équipe de basket aux Jeux olympiques d'Athènes en 2004. Il fait partie de la première équipe composée de joueurs NBA à perdre un match aux Jeux olympiques. En dépit de tous ses efforts, Lamar Odom ne remporte que la médaille de bronze.

### Mavericks de Dallas (2011-2012)
En 2011, après la fin du lockout et la reprise des transferts Lamar Odom est envoyé dans l'équipe des champions en titre, les Dallas Mavericks, contre 8,9 millions de dollars et quelques tours de draft.

### Clippers de Los Angeles (2012-2013)
Le 29 juin 2012, il s'engage officiellement avec les Clippers de Los Angeles le club de ses débuts.

### Saski Baskonia (fév. - mars 2014)
Le 18 février 2014, il signe en Espagne, à Vitoria-Gasteiz pour le Saski Baskonia Laboral Kutxa et s'engage pour deux mois en remplacement de Lamont Hamilton. Il rejoint ainsi l'ancien joueur NBA, Andrés Nocioni et les Français Thomas Heurtel et Fabien Causeur. Lors de son premier match avec l'équipe espagnole, il prend un rebond, fait une passe décisive et contre un ballon en six minutes de jeu ; il ne peut empêcher la défaite des siens contre Málaga pour le compte de la 8e journée du Top 16 de l'Euroligue. Mais, le 12 mars, il revient aux États-Unis pour soigner ses problèmes aux lombaires et ainsi consulter un spécialiste du dos.

### Knicks de New York (avril - juil. 2014)
Le 16 avril 2014, dernier jour de la saison régulière, Odom signe un contrat de deux ans avec les Knicks de New York,. En juillet, son contrat est résilié par la franchise new-yorkaise.

## Statistiques en NBA

### Saison régulière
Légende :
| Champion NBA | Sixième homme de l'année |

gras = ses meilleures performances
| Saison     | Équipe        | Matchs | Titul. | Min./m | % Tir | % 3pts | % LF | Rbds/m. | Pass/m. | Int/m. | Ctr/m. | Pts/m. |
| ---------- | ------------- | ------ | ------ | ------ | ----- | ------ | ---- | ------- | ------- | ------ | ------ | ------ |
| 1999-2000  | L.A. Clippers | 76     | 70     | 36,4   | 43,8  | 36,0   | 71,9 | 7,83    | 4,17    | 1,20   | 1,25   | 16,57  |
| 2000-2001  | L.A. Clippers | 76     | 74     | 37,3   | 46,0  | 31,6   | 67,9 | 7,79    | 5,16    | 0,97   | 1,61   | 17,16  |
| 2001-2002  | L.A. Clippers | 29     | 25     | 34,4   | 41,9  | 19,0   | 65,6 | 6,07    | 5,90    | 0,79   | 1,24   | 13,07  |
| 2002-2003  | L.A. Clippers | 49     | 47     | 34,3   | 43,9  | 32,6   | 77,7 | 6,65    | 3,63    | 0,86   | 0,84   | 14,57  |
| 2003-2004  | Miami         | 80     | 80     | 37,5   | 43,0  | 29,8   | 74,2 | 9,70    | 4,09    | 1,06   | 0,89   | 17,14  |
| 2004-2005  | L.A. Lakers   | 64     | 64     | 36,3   | 47,3  | 30,8   | 69,5 | 10,20   | 3,72    | 0,66   | 1,02   | 15,23  |
| 2005-2006  | L.A. Lakers   | 80     | 80     | 40,3   | 48,1  | 37,2   | 69,0 | 9,22    | 5,54    | 0,94   | 0,80   | 14,82  |
| 2006-2007  | L.A. Lakers   | 56     | 56     | 39,3   | 46,8  | 29,7   | 70,0 | 9,77    | 4,82    | 0,95   | 0,57   | 15,89  |
| 2007-2008  | L.A. Lakers   | 77     | 77     | 37,9   | 52,5  | 27,4   | 69,8 | 10,64   | 3,55    | 0,97   | 0,94   | 14,21  |
| 2008-2009  | L.A. Lakers   | 78     | 32     | 29,7   | 49,2  | 32,0   | 62,3 | 8,17    | 2,62    | 0,99   | 1,26   | 11,35  |
| 2009-2010  | L.A. Lakers   | 82     | 38     | 31,5   | 46,3  | 31,9   | 69,3 | 9,78    | 3,26    | 0,91   | 0,72   | 10,76  |
| 2010-2011  | L.A. Lakers   | 82     | 35     | 32,2   | 53,0  | 38,2   | 67,5 | 8,66    | 3,04    | 0,57   | 0,74   | 14,39  |
| 2011-2012* | Dallas        | 50     | 4      | 20,5   | 35,2  | 25,2   | 59,2 | 4,16    | 1,66    | 0,40   | 0,36   | 6,64   |
| 2012-2013  | L.A. Clippers | 82     | 2      | 19,7   | 39,9  | 20,0   | 47,6 | 5,85    | 1,73    | 0,84   | 0,71   | 4,02   |
| Carrière   |               | 961    | 684    | 33,4   | 46,3  | 31,2   | 69,3 | 8,39    | 3,70    | 0,88   | 0,93   | 13,30  |

Note: *La saison 2011-2012 a été réduite respectivement à 66 matchs en raison d'un Lock out.

Dernière modification le 9 avril 2016

### Playoffs
| Saison   | Équipe        | Matchs | Titul. | Min./m | % Tir | % 3pts | % LF | Rbds/m. | Pass/m. | Int/m. | Ctr/m. | Pts/m. |
| -------- | ------------- | ------ | ------ | ------ | ----- | ------ | ---- | ------- | ------- | ------ | ------ | ------ |
| 2004     | Miami         | 13     | 13     | 39,4   | 44,5  | 30,8   | 68,1 | 8,31    | 2,85    | 1,15   | 0,77   | 16,85  |
| 2006     | L.A. Lakers   | 7      | 7      | 44,8   | 49,5  | 20,0   | 66,7 | 11,00   | 4,86    | 0,43   | 1,14   | 19,14  |
| 2007     | L.A. Lakers   | 5      | 5      | 38,4   | 48,2  | 27,3   | 50,0 | 13,00   | 2,20    | 0,40   | 1,20   | 19,40  |
| 2008     | L.A. Lakers   | 21     | 21     | 37,4   | 49,1  | 27,3   | 66,1 | 9,95    | 2,95    | 0,67   | 1,29   | 14,33  |
| 2009     | L.A. Lakers   | 23     | 5      | 31,9   | 52,4  | 51,4   | 61,3 | 9,13    | 1,83    | 0,70   | 1,35   | 12,30  |
| 2010     | L.A. Lakers   | 23     | 0      | 29,0   | 46,9  | 24,4   | 60,0 | 8,61    | 2,00    | 0,65   | 0,91   | 9,65   |
| 2011     | L.A. Lakers   | 10     | 1      | 28,6   | 45,9  | 20,0   | 71,1 | 6,50    | 2,10    | 0,20   | 0,40   | 12,10  |
| 2013     | L.A. Clippers | 6      | 1      | 17,9   | 36,7  | 35,7   | 50,0 | 3,83    | 1,83    | 0,83   | 0,83   | 5,00   |
| Carrière |               | 108    | 53     | 33,3   | 47,9  | 30,3   | 64,3 | 8,84    | 2,44    | 0,67   | 1,04   | 13,03  |

## Clubs successifs
- 1999-2003 :  Clippers de Los Angeles.
- 2003-2004 :  Heat de Miami.
- 2004-2011 :  Lakers de Los Angeles.
- 2011-2012 :  Mavericks de Dallas.
- 2012-2013 :  Clippers de Los Angeles.
- Février-mars 2014 :  Saski Baskonia.
- 2014 :  Knicks de New York

## Palmarès

### En sélection nationale
- Médaillé d'or au Championnat du monde 2010.
- Médaillé de bronze aux Jeux olympiques d'été de 2004.

### En franchise
- Champion NBA en 2009 et 2010 avec les Lakers de Los Angeles.
- Finales NBA en 2008 contre les Celtics de Boston avec les Lakers de Los Angeles.
- Champion de la Conférence Ouest en 2008, 2009 et 2010 avec les Lakers de Los Angeles.
- Champion de la Division Pacifique en 2008, 2009, 2010 et 2011 avec les Lakers de Los Angeles.

### Distinctions personnelles
- NBA Sixth Man of the Year (Meilleur sixième homme de l'année) en 2011[9],[10].
- NBA All-Rookie First Team en 2000.

## Records sur une rencontre en NBA
Les records personnels de Lamar Odom en NBA sont les suivants, :
| Type de statistique        | Saison régulière | Saison régulière            | Saison régulière | Playoffs | Playoffs            | Playoffs      |
| Type de statistique        | Record           | Adversaire                  | Date             | Record   | Adversaire          | Date          |
| -------------------------- | ---------------- | --------------------------- | ---------------- | -------- | ------------------- | ------------- |
| Points                     | 34               | 2 fois                      | 2 fois           | 33       | @ Suns de Phoenix   | 2 mai 2007    |
| Paniers marqués            | 13               | 6 fois                      | 6 fois           | 13       | @ Suns de Phoenix   | 2 mai 2007    |
| Paniers tentés             | 31               | @ Pistons de Détroit        | 3 décembre 2003  | 21       | @ Suns de Phoenix   | 2 mai 2007    |
| Paniers à 3 points réussis | 4                | 6 fois                      | 6 fois           | 3        | 3 fois              | 3 fois        |
| Paniers à 3 points tentés  | 10               | Magic d'Orlando             | 11 décembre 2000 | 6        | Suns de Phoenix     | 28 avril 2006 |
| Lancers francs réussis     | 14               | Jazz de l'Utah              | 11 février 2023  | 12       | Pacers de l'Indiana | 18 mai 2004   |
| Lancers francs tentés      | 20               | @ Hawks d'Atlanta           | 7 février 2005   | 16       | @ Celtics de Boston | 17 juin 2008  |
| Rebonds offensifs          | 13               | Suns de Phoenix             | 17 janvier 2008  | 7        | 2 fois              | 2 fois        |
| Rebonds défensifs          | 19               | @ Trail Blazers de Portland | 6 février 2010   | 14       | 2 fois              | 2 fois        |
| Rebonds totaux             | 22               | 2 fois                      | 2 fois           | 19       | Suns de Phoenix     | 17 mai 2010   |
| Passes décisives           | 12               | 3 fois                      | 3 fois           | 9        | Suns de Phoenix     | 4 mai 2006    |
| Interceptions              | 6                | Magic d'Orlando             | 6 février 2013   | 4        | 2 fois              | 2 fois        |
| Contres                    | 9                | Grizzlies de Memphis        | 23 décembre 2000 | 4        | 3 fois              | 3 fois        |
| Balles perdues             | 8                | 5 fois                      | 5 fois           | 7        | 2 fois              | 2 fois        |
| Minutes jouées             | 55               | Suns de Phoenix             | 22 mars 2011     | 51       | Suns de Phoenix     | 4 mai 2006    |

- Double-double : 334 (dont 35 en playoffs)
- Triple-double : 12

## Salaires
Les gains de Lamar Odom en NBA sont les suivants :
| Saison      | Équipe                  | Salaire       |
| ----------- | ----------------------- | ------------- |
| 1999-2000   | Clippers de Los Angeles | 2 445 480 $   |
| 2000-2001   | Clippers de Los Angeles | 2 628 960 $   |
| 2001-2002   | Clippers de Los Angeles | 2 812 320 $   |
| 2002-2003   | Clippers de Los Angeles | 3 557 585 $   |
| 2003-2004   | Heat de Miami           | 9 963 596 $   |
| 2004-2005   | Lakers de Los Angeles   | 10 548 596 $  |
| 2005-2006   | Lakers de Los Angeles   | 11 465 333 $  |
| 2006-2007   | Lakers de Los Angeles   | 12 348 596 $  |
| 2007-2008   | Lakers de Los Angeles   | 13 248 596 $  |
| 2008-2009   | Lakers de Los Angeles   | 14 148 596 $  |
| 2009-2010   | Lakers de Los Angeles   | 7 500 000 $   |
| 2010-2011   | Lakers de Los Angeles   | 8 200 000 $   |
| 2011-2012   | Mavericks de Dallas     | 8 900 000 $   |
| 2012-2013   | Clippers de Los Angeles | 8 200 000 $   |
| Total Gains | Total Gains             | 115 967 658 $ |

## Vie privée
Lamar Odom a eu trois enfants avec Liza Morales : Destiny, L.J., et Jayden. Ce dernier est mort, le 29 juin 2006, à l'âge de six mois et demi de suffocation en plein sommeil.
En 2005, lui et le rappeur Ali Vegas fondent le label Rich Soil Entertainment, qui fit sortir le premier album d'Ali Vegas.
Il s'est marié le 27 septembre 2009 avec la star de télé réalité américaine Khloé Kardashian. Il est accusé de consommer des produits stupéfiants. En décembre 2013, Khloé Kardashian demande le divorce. En juillet 2015, les papiers du divorce ont enfin été signés.
Retrouvé inconscient le 13 octobre 2015 dans une maison close du Nevada après avoir absorbé de la cocaïne et substances développant les performances sexuelles, il reste dans le coma durant trois jours. Le 21 octobre 2015, Khloé et lui annoncent qu'ils ont décidé d'annuler leur divorce.
Lamar Odom a eu une enfance difficile : son père héroïnomane l'a abandonné et, quand il a douze ans, il voit sa mère mourir d'un cancer du côlon. Le basket devient alors la raison de vivre de Lamar pour faire oublier son mal-être. Malheureusement pour lui les épreuves se succèdent : il perd sa grand-mère qui l'a élevé en 2004, et en 2006, son troisième enfant avec son ex Liza Morales meurt de la mort subite du nourrisson. De plus, un de ses cousins est assassiné en 2010 et en se rendant à ses funérailles, il se retrouve sur le siège passager d'une voiture qui écrase un garçon de 15 ans. En juin 2015, il perd deux de ses plus proches amis, décédés à une semaine d'intervalle.
En 2019 il participe à la 28e saison de Dancing with the Stars .
En 2022, il participe à la 3e édition de Celebrity Big Brother aux États-Unis. Il est le 11e et dernier participant à entrer dans la maison.

## Autres
En 2005, il joue son propre rôle dans l'épisode 2 de la saison 2 d'Entourage.